# Лоттиг, Генрих
Генрих Лоттиг (нем. Heinrich Lottig; 20 января 1900, Гамбург — 21 мая 1941, Крит) — немецкий врач-невролог, профессор Берлинского университета; член НСДАП (1937).

## Биография
С 1920 и до государственного экзамена в 1925 году Генрих Лоттиг изучал медицину в Гамбурге; состоял ассистентом в анатомическом институте до 1926 года. В 1928 году он стал ассистентом Макса Нонне в клинике Гамбург-Эппендорф. Лоттиг также являлся приват-доцентом неврологии и работал в Гамбургском институте авиационной медицины, где проводил свои исследования; контактировал с психологом Людвигом Клагесом.
11 ноября 1933 года Генрих Лоттиг был среди более 900 ученых и преподавателей немецких университетов и вузов, подписавших «Заявление профессоров о поддержке Адольфа Гитлера и национал-социалистического государства». С 1934 по 1937 год Лоттиг был старшим врачом гамбургской молодежной службы (Jugendamt): благодаря этой роли он также работал консультантом и экспертом в гамбургском суде по делам несовершеннолетних. В частности, при исследовании 366 сирот на предмет «наследственной биологии», он более чем в половине случаев поставил диагноз «представляет опасность для общества».
В 1937 году Генрих Лоттиг стал членом НСДАП. Не получив позиции в Гамбурге, он переехал в Берлин, где в августе 1938 года получил должность лидера группы в Национал-социалистическом авиакорпусе. В 1939 году он занял пост экстраординарного профессора в Берлинском университете. В 1940 году Лоттиг стал добровольцем и был зачислен в парашютный полк: погиб в 1941 году при десантировании на Крите.

## Работы
- Hamburger Zwillingstudien: anthropologische und charakterologische Untersuchungen an ein- und zweieiigen Zwillingen, 1931.